# Communauté de communes du Pays Noyonnais
La Communauté de communes du Pays Noyonnais  (CCPN) est une communauté de communes française, située dans le département de l'Oise.

## Histoire
En 1970,  51 communes réparties sur les  cantons de Noyon, de  Guiscard et de Lassigny se réunissent pour former un syndicat intercommunal à vocations multiples (SIVOM).
Celui-ci évoluait en décembre 1994 pour former, à l'initiative de Bertrand Labarre, maire de Noyon, le district de la haute vallée de l’Oise, qui se transformait le 8 décembre 1994 pour former la communauté de communes de la haute vallée de l’Oise, dont les compétences étaient l'aménagement de l'espace, le développement économique, la protection et la mise en valeur de l'environnement, l'équipement scolaire et le service d'incendie et de secours, auxquelles se rajoutait, en novembre 1995, le logement, et, en mars 1997, l'enfance et la petite enfance. En juillet 1997, la communauté de communes bénéficiait du transfert des compétences du District. Ce mouvement d'accroissement des compétences se poursuivait, en décembre 1999, avec la prise de compétence contrat rural, en mars 2003, l'assistance à la maîtrise d'ouvrage, en mars 2005 le SPANC, en décembre 2009 la construction et la gestion d'équipements sportifs d'intérêt communautaire, et, enfin, en janvier 2010, la compétence transport .
L'intercommunalité prenait le nom, en mars 2005, la communauté de communes du Pays Noyonnais (CCPN).
Solente, antérieurement membre du Pays Noyonnais a rejoint le 1er janvier 2012 la communauté de communes du Pays des Sources,.

## Territoire communautaire

### Géographie
L'intercommunalité est située sur l'axe Paris-Lille, à la limite des départements picards de l'Oise, de la Somme et de l'Aisne.

## Composition
La communauté de communes est composée des 42 communes suivantes :

| Nom                    | Code Insee | Gentilé          | Superficie (km2) | Population (dernière pop. légale) | Densité (hab./km2) |
| ---------------------- | ---------- | ---------------- | ---------------- | --------------------------------- | ------------------ |
| Noyon (siège)          | 60471      | Noyonnais        | 18               | 12 810 (2022)                     | 712                |
| Appilly                | 60021      |                  | 4,57             | 505 (2022)                        | 111                |
| Babœuf                 | 60037      | Babœufois        | 7,18             | 514 (2022)                        | 72                 |
| Beaugies-sous-Bois     | 60052      |                  | 3,91             | 102 (2022)                        | 26                 |
| Beaurains-lès-Noyon    | 60055      | Beaurainois      | 3,8              | 340 (2022)                        | 89                 |
| Béhéricourt            | 60059      | Béhéricourtois   | 5,3              | 194 (2022)                        | 37                 |
| Berlancourt            | 60062      | Berlancourtois   | 7,12             | 316 (2022)                        | 44                 |
| Brétigny               | 60105      |                  | 5,16             | 433 (2022)                        | 84                 |
| Bussy                  | 60117      | Bussiens         | 3,87             | 308 (2022)                        | 80                 |
| Caisnes                | 60118      | Caisnois         | 6,19             | 512 (2022)                        | 83                 |
| Campagne               | 60121      | Campenois        | 4,55             | 160 (2022)                        | 35                 |
| Carlepont              | 60129      | Carolipontois    | 19,54            | 1 402 (2022)                      | 72                 |
| Catigny                | 60132      |                  | 6,68             | 179 (2022)                        | 27                 |
| Crisolles              | 60181      | Crisollois       | 10,54            | 921 (2022)                        | 87                 |
| Cuts                   | 60189      | Cutsois          | 10,78            | 955 (2022)                        | 89                 |
| Flavy-le-Meldeux       | 60236      | Flaviens         | 3,15             | 225 (2022)                        | 71                 |
| Fréniches              | 60255      |                  | 5,96             | 326 (2022)                        | 55                 |
| Frétoy-le-Château      | 60263      |                  | 5,01             | 264 (2022)                        | 53                 |
| Genvry                 | 60270      |                  | 5,14             | 330 (2022)                        | 64                 |
| Golancourt             | 60278      | Golancourtois    | 4,13             | 407 (2022)                        | 99                 |
| Grandrû                | 60287      |                  | 7,35             | 367 (2022)                        | 50                 |
| Guiscard               | 60291      | Magniens         | 20,49            | 1 763 (2022)                      | 86                 |
| Larbroye               | 60348      | Larbroyens       | 2,2              | 511 (2022)                        | 232                |
| Libermont              | 60362      |                  | 11,37            | 179 (2022)                        | 16                 |
| Maucourt               | 60389      | Maucourtois      | 3,12             | 232 (2022)                        | 74                 |
| Mondescourt            | 60410      | Mondescourtois   | 3,19             | 248 (2022)                        | 78                 |
| Morlincourt            | 60431      | Morlincourtois   | 3,42             | 513 (2022)                        | 150                |
| Muirancourt            | 60443      | Muirancourtois   | 5,68             | 587 (2022)                        | 103                |
| Passel                 | 60488      | Passelois        | 3,65             | 271 (2022)                        | 74                 |
| Le Plessis-Patte-d'Oie | 60502      |                  | 2,82             | 107 (2022)                        | 38                 |
| Pont-l'Évêque          | 60506      | Pontépiscopois   | 1,13             | 671 (2022)                        | 594                |
| Pontoise-lès-Noyon     | 60507      | Pontoisiens      | 6,58             | 438 (2022)                        | 67                 |
| Porquéricourt          | 60511      | Porquéricourtois | 3,75             | 412 (2022)                        | 110                |
| Quesmy                 | 60519      |                  | 4,83             | 172 (2022)                        | 36                 |
| Salency                | 60603      | Salenciens       | 7,79             | 900 (2022)                        | 116                |
| Sempigny               | 60610      | Pinaquins        | 4,4              | 754 (2022)                        | 171                |
| Sermaize               | 60617      |                  | 5,04             | 273 (2022)                        | 54                 |
| Suzoy                  | 60625      |                  | 5,17             | 537 (2022)                        | 104                |
| Varesnes               | 60655      | Varesnois        | 9,15             | 365 (2022)                        | 40                 |
| Vauchelles             | 60657      | Vauchellois      | 2,34             | 245 (2022)                        | 105                |
| Ville                  | 60676      | Villois          | 6,04             | 746 (2022)                        | 124                |
| Villeselve             | 60693      | Villeselvois     | 6,89             | 385 (2022)                        | 56                 |

### Démographie
| 1968   | 1975   | 1982   | 1990   | 1999   | 2010   | 2015   | 2021   |
| ------ | ------ | ------ | ------ | ------ | ------ | ------ | ------ |
| 24 993 | 27 974 | 29 393 | 31 421 | 32 508 | 33 441 | 33 336 | 32 160 |

## Organisation

### Siège
Le siège de la communauté de communes est à Noyon, Espace Inovia, 1435 Boulevard Cambronne.

### Élus
L'intercommunalité  est administrée par son conseil communautaire, composé pour le mandat 2020-2026  de 73 conseillers municipaux représentant chaque commune membre et répartis sensiblement en fonction de la population de chaque commune de la manière suivante :

- 28 délégués pour Noyon ;

- 3 délégués pour  Carlepont, Guisacrd ; 

- 1 délégué ou son suppléant, pour les autres communes.
À la suite des élections municipales de 2020 dans l'Oise , le conseil communautaire du 10 juillet a élu sa nouvelle présidente, Sandrine Dauchelle maire (LR) de Noyon, battant le président sortant Patrick Deguise (LREM), également battu comme maire de Noyon. 
Toutefois, les élections municipales de 2020 à Noyon sont annulées par le Conseil d'État le 22 juillet 2021, impliquant la fin du mandat de la présidente Sandrine Dauchelle, qui n'était plus élue dans sa ville. Après un intérim de  3 mois exercé par le premier vice-président David Louvrier, Sandrine Dauchelle, réélue entre-temps maire de la ville de Noyon, est également réélue présidente du Pays Noyonnais le 28 octobre 2021. Ses 12 vice-présidents pour la fin de la mandature 2020-2026 sont, : 
1. Pascal Dollé, maire de Bussy, délégué à la politique de la ville, au développement territorial, à la ruralité, aux services à la population ainsi qu’au commerce et à l’artisanat ;
2. Philippe Basset, maire de Varesnes, délégué à la GEMAPI, au  ruissellement, à la relation avec le monde agricole et à  l’environnement ;
3. Valérie Opat, maire de Catigny , déléguée à l’administration générale, aux ressources humaines, à l’enfance et la petite-enfance ;
4. M. Dominique Lebrun, délégué à l’habitat, à l’urbanisme, le PRIR, le foncier, les bâtiments communautaires, la gestion des baux et la mobilité ;
5. Didier Payen, maire-adjoint de Noyon, délégué à la solidarité et à la santé ;
6. Patrice Argier, maire de Carlepont, délégué au plan climat-air-énergie territorial (PCAET) ;
7. Jeannot Nancel, maire de Muirancourt, délégué au tourisme, à la culture, au sport, au patrimoine, à la vie associative et à l’entretien des chemins de randonnées ;
8. Isabelle Da Silva, conseillère municipale à Noyon, déléguée à la transformation numérique et l’innovation ;
9. Gérard Delanef, maire de Crisolles, délégué à la gestion des déchets et l’entretien des espaces verts ;
10. Philippe Barbillon, maire de Ville, délégué au SPANC, au schéma directeur de l’eau potable, à la politique publique relative aux eaux pluviales, à la voirie intercommunautaire et aux aires d’accueil des gens du voyage ;
11. Didier Béranger, maire de Beaugies-sous-Bois, délégué aux infrastructures et aux grands projets. ;
12. Marina Martins, maire de Babœuf, déléguée aux finances, au contrôle de gestion et à la commande publique.

### Liste des présidents
| Période                                  | Période                        | Identité            | Étiquette    | Qualité |
| ---------------------------------------- | ------------------------------ | ------------------- | ------------ | --- |
| Les données manquantes sont à compléter. |                                |                     |              | |
| 1989                                     | 2002                           | Bertrand Labarre    | UDF          | Chirurgien dentiste Maire de Noyon (1989 → 2002) Conseiller régional de Picardie Chevallier de l'ordre national du mérite Décédé en fonction |
| 2002                                     | 2008                           | Pierre Vaurs        | UDF          | Maire de Noyon (2002 → 2008) |
| 2008                                     | juillet 2020                   | Patrick Deguise     | PS puis LREM | Maire de Noyon (2008 → 2020) |
| juillet 2020                             | En cours (au 25 novembre 2021) | Sandrine Dauchelle, | LR           | Ancienne conseillère au parlement européen puis cadre à l'Institut Catholique de Paris Maire de Noyon (2020 → )                              |

### Compétences
L'intercommunalité exerce les compétences qui lui sont transférées par les communes membres, dans les conditions déterminées par le code général des collectivités territoriales.
Le Pays Noyonnais a pris en 2023 la compétence d'autorité organisatrice de la mobilité (AOM) et devient donc responsable de l'ancien réseau communal d'autobus de Noyon, constitué de 8 lignes.

### Fiscalité et budget
La Communauté de communes est un établissement public de coopération intercommunale à fiscalité propre.
Afin de financer l'exercice de ses compétences, l'intercommunalité perçoit la fiscalité professionnelle unique (FPU) – qui a succédé à la taxe professionnelle unique (TPU) – et assure une péréquation de ressources entre les communes résidentielles et celles dotées de zones d'activité.
Elle perçoit bénéficie également d'une bonification de la dotation globale de fonctionnement (DGF) ainsi que, à compter de 2023, le versement mobilité, qui a vocation à s'étendre sur les communes de son territoire qui bénéficieront du réseau de transport d'ici 2033.

### Organes de coopération
En 2014, le Pays Noyonnais est membre, avec les communautés de communes des deux-vallées et du Pays des Sources, du pays de Sources et Vallées, créé en 2007, qui intervient principalement sur la stratégie locale de développement, avec la protection du patrimoine environnemental (et en particulier de la ressource en eau), la diffusion d'une politique énergétique efficiente et le développement de l'activité touristique ,.

## Projets et réalisations
Conformément aux dispositions légales, une communauté de communes a pour objet d'associer des « communes au sein d'un espace de solidarité, envue de l'élaboration d'un projet commun de développement et d'aménagement de l'espace ».